# Birger Österberg
Birger Olof Albert Österberg, född 12 december 1964 i Ludvika i Dalarna, är en svensk skådespelare. Han är känd för sin roll som den korkade polisen Kvant i Beckfilmerna med Gösta Ekman 1993–1994.

## Filmografi
- 1984 – Annika – en kärlekshistoria (TV-serie)
- 1987 – Nionde kompaniet
- 1988 – Enkel resa
- 1989 – Natten inuti
- 1993 – Brandbilen som försvann
- 1993 – Roseanna
- 1994 – Polis polis potatismos